# Аверьянов, Казимир Михайлович
Казими́р Миха́йлович Аверья́нов (15 января 1926 — 2011) — передовик советского и российского железнодорожного транспорта, общественный и хозяйственный деятель Советского Союза и Российской Федерации, начальник Калининградского отделения Прибалтийской железной дороги (1980—1992), начальник Калининградской железной дороги (1992—1996) почётный железнодорожник, заслуженный работник транспорта. Участник Великой Отечественной войны.

## Биография
Родился 15 января 1926 году в селе Боница Могилёвской области. В 1941 году родные места были оккупированы немецко-фашистскими войсками. С 1942 года находился в партизанском отряде имени Котовского в 1-й Гомельской бригаде. Участник Великой Отечественной войны. Был отмечен медалью «партизану Отечественной войны».
Трудовую деятельность начал в августе 1948 года. После завершения обучение в Гомельском техникуме железнодорожного транспорта, стал работать на Калининградском отделении Литовской железной дороги (позже Балтийской (1953—1956), Прибалтийской (1963—1992)). В 1961 году окончил обучение в Ленинградском институте инженеров железнодорожного транспорта.Трудился дежурным по станции Западный Новый, поездным диспетчером, дежурным по отделению, начальником пассажирского отдела, ревизором движения, начальником станции Калининград-Сортировочный, начальником отдела движения, заместителем начальника отделения дороги.
За всё время работы на железнодорожном транспорте проявлял себя ответственным и добропорядочным работником. Его высокий профессионализм и качественное исполнение обязанностей постоянно отмечалась государственными наградами. Был удостоен ордена Трудового Красного Знамени, ордена Дружбы народов и ордена Знак Почёта.
В 1980 году ему было доверено возглавить Калининградское отделение Прибалтийской железной дороги. С 1992 по 1996 годы работал в должности начальника Калининградской железной дороги. В 1996 году вышел на заслуженный отдых. Является почётным железнодорожником и заслуженным работником транспорта.
Проживал в городе Калининграде Калининградской области. Умер в 2011 году.

## Награды
За трудовые успехи удостоен:
- Орден Отечественной войны II степени;
- Орден Трудового Красного Знамени;
- Орден Дружбы народов;
- Орден Знак Почёта;
- Медаль «Партизану Отечественной войны»;
- Почётный железнодорожник
- Заслуженный работник транспорта
- другие медали.